# Huancavelica (département)
Pour l’article homonyme, voir Huancavelica.
Le département de Huancavelica est une des 25 régions administratives du Pérou.

## Particularités géographiques
La région est très montagneuse et les villes de la région ont des problèmes de communication dus au relief.

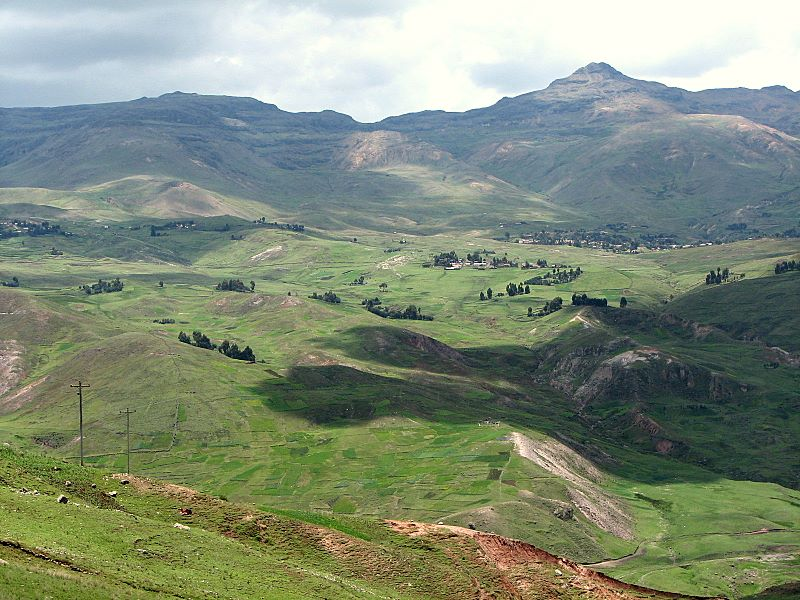
Paysage près de Huancavelica

Le principal fleuve est le Mantaro.
- Capitale : Huancavelica
- 7 provinces et 93 districts
- Superficie : 22 131 km2
- Habitants : 406 000 habitants

## Division administrative
Le territoire est divisé en 7 provinces :
|  | - Huancavelica - Acobamba - Angaraes - Castrovirreyna - Churcampa - Huaytará - Tayacaja |

## Cultures principales
- Huari
- Chancas
- Incas

## Ressources naturelles
- Très riches mines de mercure, cuivre et argent
- L'un des trois principaux département de culture de blé et pommes de terre
- Très importants élevages de camélidés et de porcs